# يوشيرو مورياما
يوشيرو مورياما (باليابانية: 森山 佳郎) (9 نوفمبر 1967 في كوماموتو في اليابان – )؛ هو لاعب كرة قدم ياباني سابق كان يلعب كمدافع. سبق له أن لعب مع منتخب اليابان.

## وصلات خارجية
- يوشيرو مورياما على موقع رابطة كرة القدم اليابانية للمحترفين (اليابانية)
- يوشيرو مورياما على موقع قاعدة بيانات كرة القدم.إي يو (الإنجليزية)
- يوشيرو مورياما على موقع ناشيونال فوتبول تيمز (الإنجليزية)
- يوشيرو مورياما على موقع Soccerway.com (الإنجليزية)
- يوشيرو مورياما على موقع عالم كرة القدم.نت (الإنجليزية)

- National Football Teams
- Japan National Football Team Database